# Johann Baptist Hofer (Jurist)
Johann Baptist Joseph Karl Hofer, ab 1819 „von Hofer“, (* 16. März 1759 in Rottweil; † 21. Dezember 1838 in Konstanz) war ein deutscher Jurist und Politiker.

## Leben
Johann Baptist Hofer studierte in Freiburg und Wien. Nach seiner Tätigkeit beim Reichshofrat in Wien trat er als Reichsschultheiß erstmals in „kommunale“ Dienste bei der Reichsstadt Zell am Harmersbach.
Ab 1782 trat er die Dienste seiner Heimatstadt Rottweil als Rat und später als Hofgerichtsassessor. Schnell entwickelte er sich zum führenden Kopf der Stadt, bereits 1793 bemühte er sich vergeblich um die Reaktivierung der Beziehungen der Stadt zur Eidgenossenschaft um die Mediatisierung abzuwenden, Rottweil war seit 1519 Zugewandter Ort der Schweiz. Er stieg zum höchsten Amt der Stadt auf: 1796–1802 war er im jährlichen Wechsel Amtsschultheiss und Bürgermeister. Von der Reichsstadt Weil der Stadt wurde er Ende des Jahrhunderts zur Reform der Stadtverfassung gerufen. Die ersten Ausgrabungen der in Rottweil gelegenen römischen Siedlung Arae Flaviae gehen ebenso auf seine Initiative zurück.
Nach dem Reichsdeputationshauptschluss, bzw. schon ab 1802 nach der Mediatisierung seiner Heimatstadt, die er nicht verhindern konnte, trat er in die Dienste des Großherzogtums Baden, als Geheimrat, Staatsrat, Direktor des Finanzministeriums (Finanzminister 1809) und schließlich 1809 als Direktor des Seekreises in Konstanz. Er veröffentlichte zahlreiche staatswissenschaftliche Werke im Geiste des Josephinismus. 1819 wurde er wegen seiner Verdienste in den erblichen Adelsstand erhoben.
Er war verheiratet mit Eva Maria Hofer (geb. 1871, gest. 1804 in Rottweil), in zweiter Ehe heiratete er 1819 Maria Anna von Pflummern.